# Варайская Википедия
Ва́райская Википе́дия — раздел Википедии на варайском языке, созданный в 2005 году. После автоматизированного создания сотен тысяч статей попал в верхнюю десятку разделов по числу статей (некоторое время занимал 6-е место).

## История

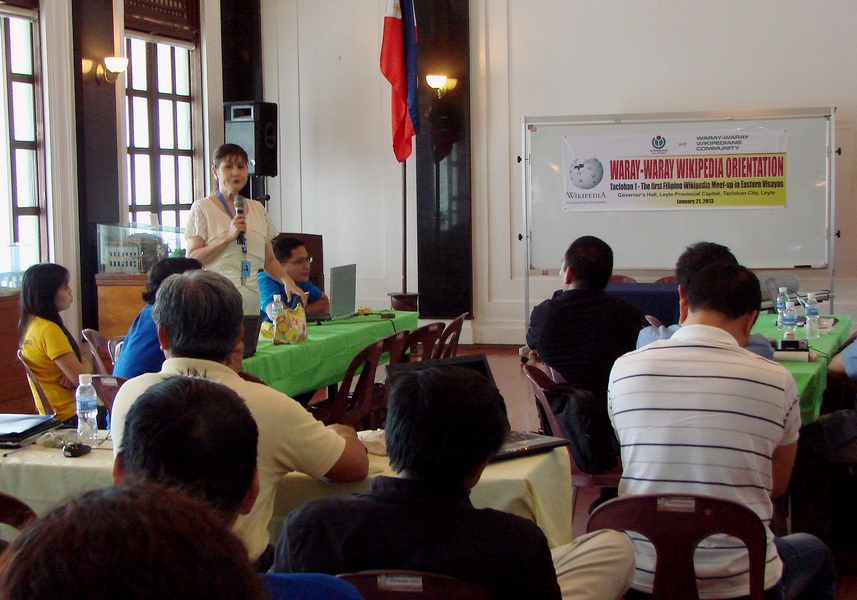
Первая вики-встреча участников варайской Википедии в январе 2013 года

Раздел Википедии на варайском языке (одном из языков Филиппин) был открыт 25 сентября 2005 года. Одним из основателей был Харви Фиджи из города Таклобана.
С начала 2010 года множество малых статей из пары строк текста создавал администратор раздела JinJian, студент информатики Открытого университета Филиппин в провинции Лагуна на Филиппинах. Благодаря этому уже 24 августа 2010 года в варайской Википедии была написана 100 000-я статья. Таким образом, число статей в варайском разделе более чем вдвое превысило показатель Википедии на тагальском языке — наиболее распространённом на Филиппинах. Варайская Википедия стала 35-м по количеству статей языковым разделом. После достижения вехи в 100 000 статей число статей оставалось практически неизменным в течение 2,5 лет.
В январе 2013 года в Таклобане состоялась первая вики-встреча участников варайской Википедии.
С февраля 2013 года в варайской Википедии стали активно использоваться «ботозаливки» — массовое создание коротких однотипных статей при помощи компьютерной программы. Интенсивную «ботозаливку» биологических видов вёл шведский учёный и участник шведской Википедии Сверкер Юханссон, чья жена родом с Филиппин. Для заливки заготовок статей он использовал специальный бот Lsjbot. Шведского ботовода 3 февраля 2013 года пригласил администратор варайской Википедии JinJian.
8 июня 2014 года в Варайской Википедии была создана миллионная статья. Таким образом, варайский языковой раздел стал первой азиатской Википедией, преодолевшей рубеж в 1 миллион статей.

## Основные показатели
По состоянию на 16 июля 2025 года в варайской Википедии насчитывается 1 266 712 статей. Подавляющее большинство статей посвящено биологическим видам и создано при помощи бота. Эти статьи состоят лишь из 1—3 предложений и шаблона-карточки. Количество правок насчитывает 7 721 950.
Одним из основных показателей, оценивающих качество Википедии, является «глубина». У варайской Википедии этот показатель невысок в сравнении с большинством других разделов и равен 4,31 (для сравнения: глубина русской Википедии — 163,75).
Несмотря на большое количество статей, в варайской Википедии всего 77 активных участников (то есть совершивших по крайней мере одну правку за месяц) и 3 администратора.

## Хроника варайской Википедии
24 августа 2010 года в варайской Википедии была написана 100 000-я статья.
8 июня 2014 года количество статей в варайском разделе превысило миллион, раздел занимает 10-е место среди всех Википедий.
18 июня 2014 года — варайская википедия за счёт массовой ботозаливки обогнала польскую Википедию и заняла 9-е место.
28 июня 2014 года — вьетнамская Википедия обогнала варайскую и сместила её на 10-е место.
15 августа 2014 года — себуанская Википедия обогнала варайскую и сместила её на 11-е место.
В августе—сентябре 2014 года происходит явление массового себуанско-варайского «смещения» многих крупных Википедий, итогом этого стали следующие явления: 13 сентября 2014 года — варайская Википедия обогнала вьетнамскую и заняла 10-е место. 19 сентября 2014 года — варайская Википедия обогнала испанскую и заняла 9-е место. 22 сентября 2014 года — варайская Википедия обогнала итальянскую и заняла 8-е место. 23 сентября 2014 года — варайская Википедия обогнала русскую и заняла 7-е место.
8 октября 2014 года в варайской Википедии была написана 1 200 000-я статья.
9 октября 2014 года — варайская Википедия обогнала себуанскую и заняла 6-е место. 1 ноября 2014 года — бот Сверкера Юханссона закончил заливку и больше не работал в варайской Википедии.
11 октября 2015 года — русская Википедия обогнала варайскую и сместила её на 7-е место.
12 ноября 2015 года — себуанская Википедия, в которой бот Юхансона продолжал заливать ботостатьи, сместила русскую и варайскую Википедии, и последняя заняла 8-е место.